# ميرغرو (مهاباد)
قرية ميرغرو (بالكردية: مێرگەرۆ) هي إحدى القرى التابعة لـمنغور الشرقية في ريف قسم خليفان من مقاطعة مهاباد، في محافظة أذربیجان الغربیة الإيرانية.

## السكان
حسب إحصاءات سنة 2006، بلغ إجمالي السكان في ميرغرو 33 نسمة وعدد المساكن 4 مسكن. لغة سكان ميرغرو هي اللغة الكردية و هم من أهل السنة والجماعة والمذهب الشافعي.